# Монкодонья

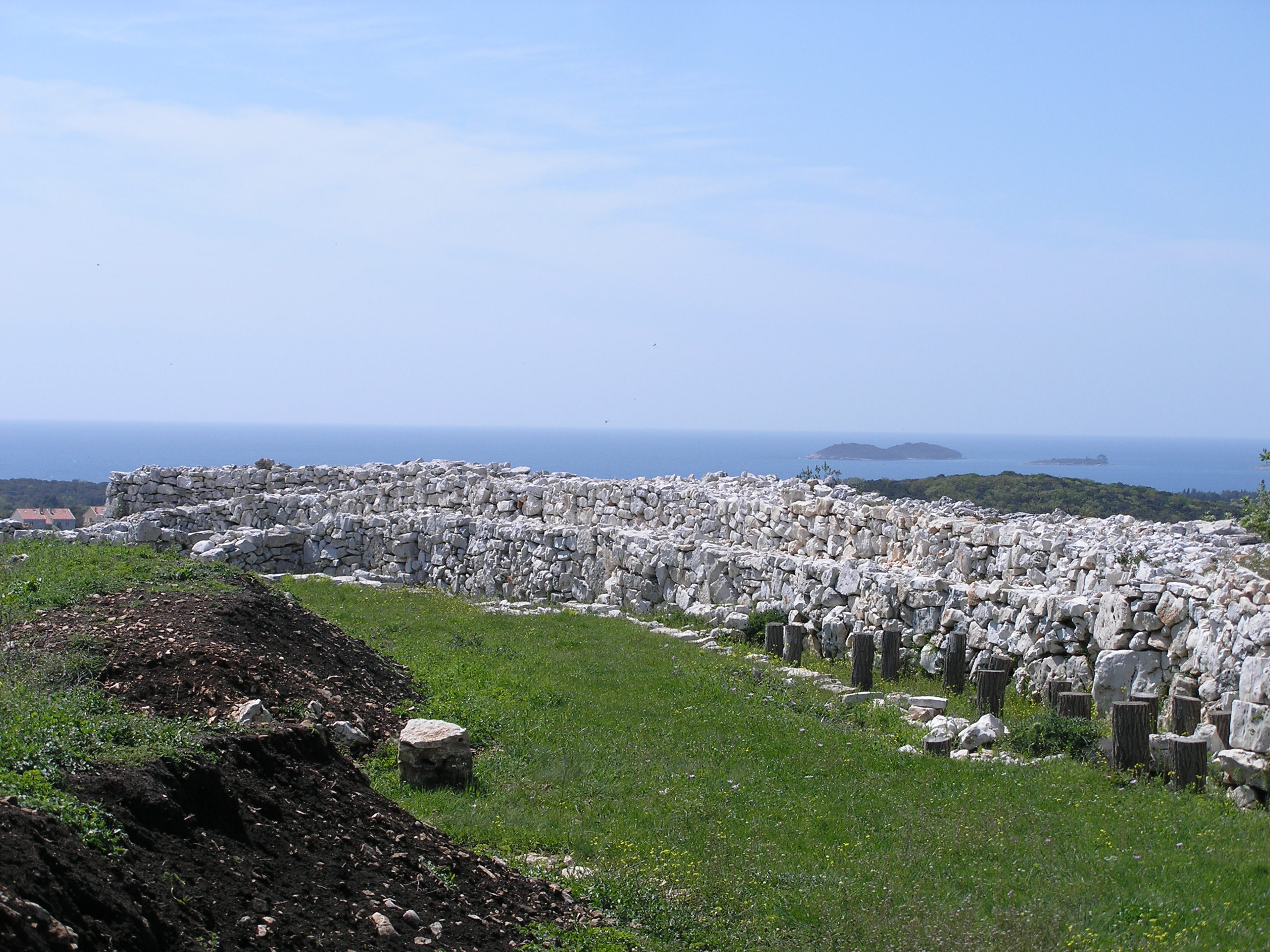
Стены Монкодоньи

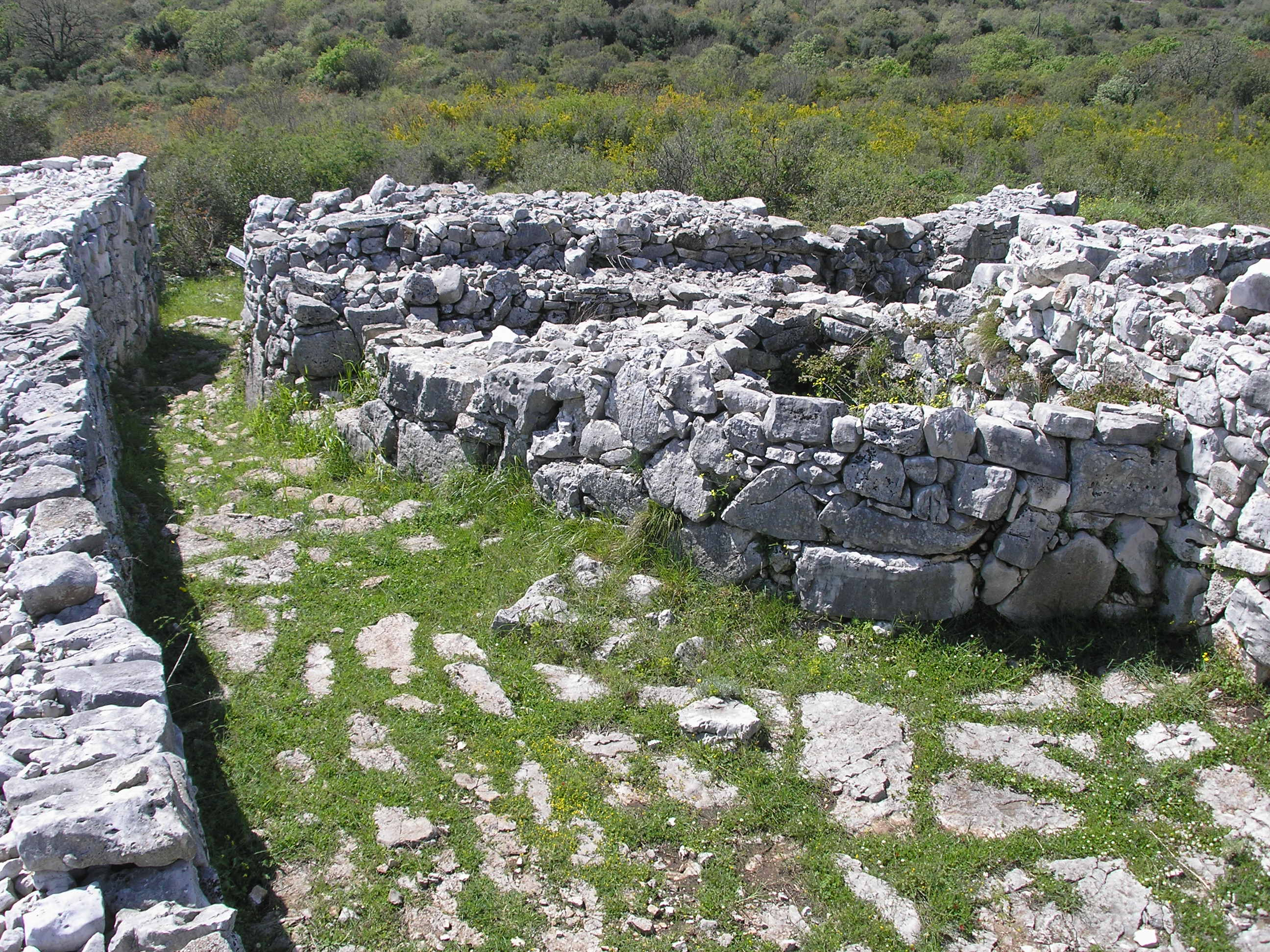
Входные ворота

Монкодонья (хорв. Monkodonja) — высокогорный укреплённый протогород кастельерской археологической культуры доримского и доиллирийского периода. Находится близ современного города Ровинь в хорватском регионе Истрия. Был населён в период бронзового века в 1800 − 1200 гг. до н. э. и покинут после вторжения иллирийского племени истров, которых связывают с культурой полей погребальных урн.
Укреплённое городище Монкодонья имеет длину около 250 метров, ширину 155 метров и овальную форму. Город состоял из трёх частей. На вершине холма находился акрополь, окружённый защитной стеной длиной около 1 километра, шириной 3 метра и высотой свыше 3 метров. Остатки крупных каменных и деревянных сооружений со сложной структурой показывают, что в этом районе проживали представители знати. За пределами акрополя находились верхний и нижний город. В них находились мастерские и жилые дома, имевшие намного более простой вид, чем дома акрополя. Населения Монкодоньи составляло около 1000 человек.
Как свидетельствуют остатки микенской керамики, Монкодонья поддерживала торговые связи с микенской культурой. Монкодонья является одним из древнейших поселений городского типа, в архитектуре которого прослеживается влияние Греции.